# روبن هاخوردیان
روبن هاخوردیان (ارمنی: Ռուբեն Հախվերդյան؛ زادهٔ ۳ دسامبر ۱۹۵۰) یک خواننده، ترانه‌پرداز و نوازنده گیتار اهل ارمنستان است. هاخوردیان از آکادمی دولتی هنرهای زیبای ارمنستان فارغ‌التحصیل شد. وی برنده جوایزی همچون مدال موسس خورناتسی (۱۹۹۸) و مدال طلای وزارت فرهنگ جمهوری ارمنستان (۲۰۰۶) شده‌است.

## نگارخانه

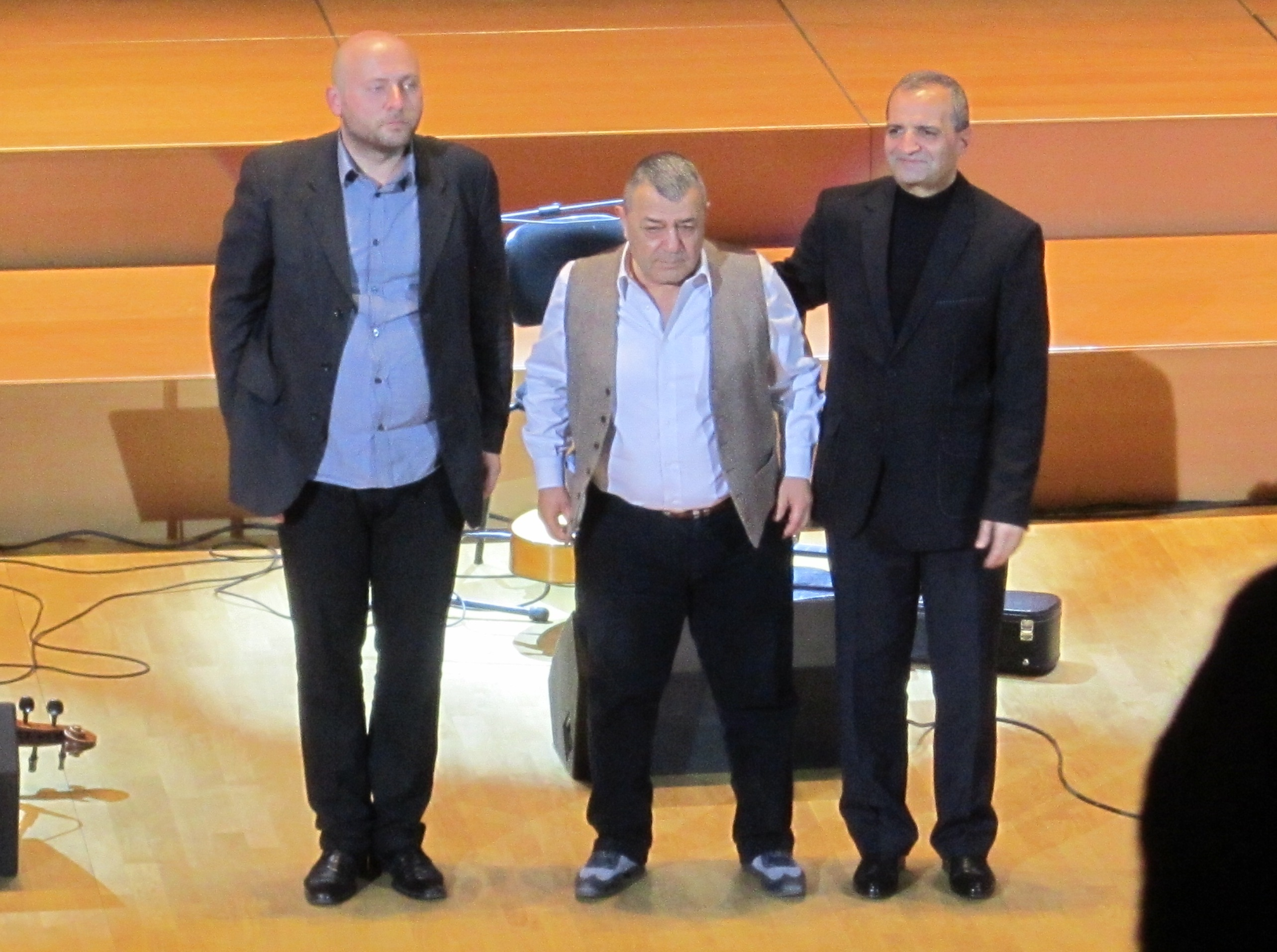